# Rischenau
Rischenau è una frazione della città tedesca di Lügde nel Circondario (Kreis) di Lippe, nella Renania Settentrionale-Vestfalia.